# Kid
Kid (anglicky The Kid) je americký němý film patřící do zlatého fondu světové kinematografie, který v roce 1921 natočil jako režisér, scenárista, producent a představitel hlavní role Charlie Chaplin. Film o tulákovi, který se ujme nalezeného sirotka, představoval do té doby nejúspěšnější snímek Chaplinovy kariéry a stal se druhým nejvýnosnějším filmem roku 1921 hned po filmu Čtyři příšerní jezdci z Apokalypsy (The Four Horsemen of the Apocalypse; 1921).

## Úvod
Po rozporuplném přijetí Chaplinových dvou předchozích filmů Chaplin vesnickým hrdinou (Sunnyside; 1919) a V neděli odpoledne (A Day's Pleasure; 1919) u diváků i kritiky, strávil Chaplin celý rok 1920 nad scénářem a přípravou nového filmu Kid, svého druhého celovečerního filmu (prvním byl v roce 1914 film Chaplin honí dolary), do kterého promítl řadu autobiografických vzpomínek na své dětství prožité v chudobě na předměstských čtvrtích Londýna. Po jeho boku se ve filmu objevuje tehdy šestiletý Jackie Coogen (1914–1984), jenž se již objevil v Chaplinově filmu V neděli odpoledne, ve kterém nalezl vynikajícího partnera a se kterým vytváří na filmovém plátně sehranou dvojici. Film měl premiéru v newyorské Carnegie Hall 21. ledna roku 1921, 6. února pak zahájil svou pouť kiny ve zbytku spojených států. Evropská premiéra filmu za účasti samotného Chaplina se odehrála v říjnu téhož roku. V Československu byl snímek uveden do kin až v listopadu roku 1922.
Po mimořádném úspěchu filmu u diváků v USA se Chaplin rozhodl, že jej osobně uvede v několika hlavních městech Evropy (Londýn, Paříž, Berlín). V září roku 1921 se Chaplin v New Yorku nalodil na transoceánský parník jménem „Olympic“ a vyplul vstříc Evropě na své první turné na tomto kontinentu. Při této příležitosti se po deseti letech opět ocitl ve své rodné Anglii, kde neopomenul navštívit místa svého dětství. Všude, kde se v Evropě objevil, byl nadšeně vítán tisícovými davy svých fanoušků, i představiteli politického a kulturního života. Jedinou výjimkou byl Berlín, kde se jeho filmy do té doby nepromítaly.

V roce 1971 byl snímek s hudebním doprovodem složeným Chaplinem znovu uveden do kin, kde i po 50 letech od své premiéry slavil u diváků opět úspěch.

## Obsazení
| Charlie Chaplin    | tulák                   |
| Jackie Coogan      | nalezenec               |
| Edna Purviancová   | jeho matka              |
| Carl Miller        | jeho otec, malíř        |
| Tom Wilson         | strážník                |
| Charles Reisner    | rváč                    |
| Albert Austin      | zloděj                  |
| Nelly Bly Bakerová | strážníkova žena        |
| Henry Bergman      | majitel noclehárny      |
| Phyllis Allenová   | žena s dětským kočárkem |
| Sidney Chaplin     | úředník sociální pomoci |
| Lita Greyová       | dětský andílek          |

## Synopse

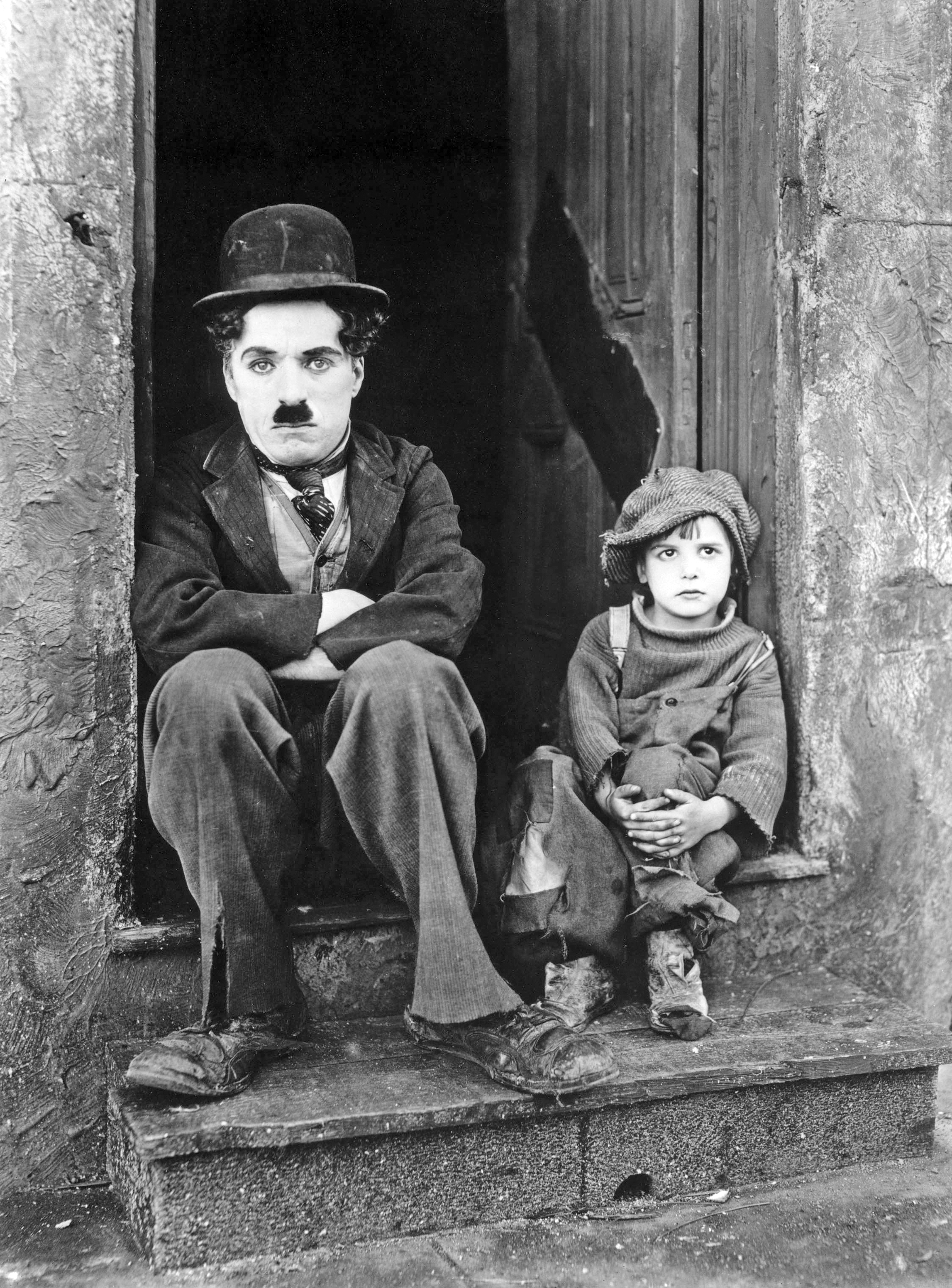
Charlie Chaplin a Jackie Coogan ve filmu Kid (1921)

Film vypráví příběh mladé chudé ženy (Purviancová), která svou tíživou situaci řeší tím, že své nemanželské dítě odloží na sedadlo luxusní limuzíny stojící před vchodem přepychového domu s nadějí, že se bohatí lidé o něj postarají. Automobil je i s odloženým dítětem ukraden dvojicí zlodějů, kteří když zjistí, že se svou kořistí unesli i dítě, odloží nemluvně u popelnice. O pár chvil později prochází kolem tulák (Chaplin), který se po několika marných pokusech dítěte se okamžitě zbavit, malého sirotka ujímá. O pět let později již spolu vytváří sehranou pracovní dvojici – chlapec rozbíjí okenní tabule a on, pracující jako sklenář, je vždy nablízku, aby rozbité okno zasklil. Při tomto svém počínání se oba dva často dostávají do střetu se strážci zákona, ale vždy na poslední chvíli vyváznou bez újmy. Mladá žena, po pěti letech již úspěšná a bohatá, nemůže se zbavit myšlenek na své odložené dítě a proto se velkou měrou zapojuje do dobročinnosti. Díky tomu se nevědomky seznamuje se svým synem a jeho nálezcem.
Když malý chlapec onemocní, je k němu přivolán lékař, který když se dozví, že je vlastně sirotkem, který byl odložen, udá sklenáře úřadům. Za asistence úředníků chudobince a strážníka se vrací do jejich příbytku, kde je chlapec odebrán a odvážen do chudobince. Charlie rozhodnut získat chlapce zpět, vysmekne se strážníkovi, kterému pak uniká po střechách. V sousední ulici dostihuje vůz, který odváží chlapce do chudobince. Vysvobozuje jej z moci úřední a jelikož se neodvažuje se vrátit do svého příbytku, ubytují se společně v nedaleké noclehárně. Na schodech domu, kde oba bydleli se srazí lékař s chlapcovou matkou a vše ji dopodrobna vylíčí. Když jí ukáže lístek, který nechala matka u odloženého dítěte, okamžitě jej poznává. Ještě tentýž den je v novinách otisknuto oznámení, ve které je nabízena odměna za nalezení chlapce. Oznámení v novinách si přečte také majitel noclehárny, ve které se oba ubytovali. Když oba usnou, chlapce unese a předá jej na policii, kde se shledává se svou matkou. Když Charlie zjistí, že chlapec zmizel, opuštěn a na pokraji zoufalství, se vrací ke dveřím svého domu, kde vyčerpáním usne. Zdá se mu sen, ve kterém se ocitá v nebi. Probouzí jej strážník, který místo na policejní stanici, odvádí jej k domu bohaté dívky, kde se setkává s chlapcem i jeho matkou.

## Zajímavosti
- při natáčení tohoto filmu se Chaplin seznámil s mladou dívkou mexického původu Lolitou MacMurrayovou, alias Litou Greyovou, která ve filmu vytvořila ve snové sekvenci postavu anděla. O tři roky později se stala jeho druhou ženou. V roce 1927 se rozvedli. Z tohoto manželství má Chaplin dva syny Charlieho a Sidneye.
- v několika malých rolích, mj. jako kapsář ve scéně odehrávající se v noclehárně, se objevil Jackieho otec Jack Coogan
- o svých zážitcích z cesty k propagaci tohoto filmu po evropských městech napsal Chaplin knihu s názvem My Trip Abroad (česky Hurá do Evropy!, Praha, 1929)